# Corryocactus charazanensis
Corryocactus charazanensis ist eine Pflanzenart in der Gattung Corryocactus aus der Familie der Kakteengewächse (Cactaceae). Das Artepitheton charazanensis verweist auf das Vorkommen der Art nahe dem bolivianischen Ort Charazani.

## Beschreibung
Corryocactus charazanensis wächst mit von der Basis aus verzweigten Trieben und erreicht Wuchshöhen von 1 bis 2 Meter. Die säulenförmigen, frischgrünen Triebe sind zu ihrer Spitze hin verjüngt und weisen Durchmesser von 4 bis 5 Zentimeter auf. Es sind vier bis fünf niedrige Rippen vorhanden, die auf ihrer Rückseite etwas gekerbt sind. Die etwa elf ausgebreiteten bis abstehenden, pfriemlichen Dornen lassen sich nicht in Mittel- und Randdornen unterscheiden. Die kürzesten von ihnen sind bis zu 0,5 Zentimeter, der längste bis 2,5 Zentimeter lang.
Die rosa- bis lachsfarbenen Blüten sind bis zu 6 Zentimeter lang. Die kugelförmigen Früchte sind mit langen dünnen Dornen besetzt und erreichen einen Durchmesser von 3 bis 5 Zentimeter.

## Verbreitung und Systematik
Corryocactus charazanensis ist im bolivianischen Departamento La Paz in Höhenlagen von 3000 Metern verbreitet.
Die Erstbeschreibung erfolgte 1957 durch Martín Cárdenas.

## Nachweise